# Acer ningmingensis
Acer ningmingensis (лат.) — вымерший вид рода Клён семейства Сапиндовые. Известен из олигоценовых отложений Южного Китая.

## Этимология
Видовое название указывает на то, что фоссилии растения были обнаружены в уезде Нинмин.

## Описание
Двухкрылатка асиметрична, содержит орешек и крыло. Орешки достигают 0,7—0,8 см в длину и 0,4—0,5 см в ширину, их контуры эллиптические и уплощенные или очень тонкие. Жилки на орешке неясны, а его поверхность почти гладкая; проксимальный край орешка не расширен или расширен только немного вне проксимального края крыла. Крыло достигает 3—3,4 см в длину, 0,9—1 см в ширину, вершина крыла узко закруглена и заметно наклонена к проксимальной стороне; проксимальный край широко вогнут, а дистальный край сильно закруглен и имеет выпуклую форму, образует широко неглубокую V-образную форму борозды с орешком; пять выдающихся жилок объединены вдоль проксимального края крыла, простирающегося от апикального края крыла, вены расходятся от проксимального края под углами от 20° до 40°, почти прямо простираясь к дистальному краю, дихотомия встречается от 2 до 4 раз, есть несколько анастомозов, расходящиеся углы отсчитываются от вершины к основанию.

## История изучения
В 2017 году Юнфа Чхен, Уильям Оки Вонг, Цянь Ху, Юнцин Люфу и Чжимин Се описали вид по экземплярам, помещённым в Гуаньсинский музей естественной истории, найденным в формации Нинмин, назначив голотипом образец NHMG 032584, а NHMG 032585, NHMG 032586, NHMG 033717 и NHMG 033718 паратипами. 
Радиоизотопное датирование оказалось невозможным из-за отсутствия вулканического материала на месте обнаружения образцов.